# Frédéric-César de La Harpe
 (décembre 2018).
Pour les articles homonymes, voir La Harpe.
Frédéric-César de La Harpe, né le 6 avril 1754 à Rolle et mort le 30 mars 1838 à Lausanne est une personnalité politique vaudoise et un précepteur du tsar Alexandre Ier de Russie. 

## Biographie
Frédéric-César de La Harpe obtient un doctorat en droit à Tübingen en 1774. Il exerce comme avocat dans le pays de Vaud, mais s'y ennuie vite et tolère mal la domination bernoise. En 1782, il saisit l'occasion de partir en acceptant le poste de précepteur de deux jeunes Russes voyageant en Italie et à l'occasion de ce grand tour il est aussi passé par Naples, ville où il avait été initié dans la franc-maçonnerie dans la Loge "La Vittoria" en 1762. En 1784, l'impératrice Catherine charge ce républicain de l'éducation de ses petits-fils Alexandre et Constantin. La Harpe ne se présente pas comme un simple professeur, mais comme un « guide des princes », chargé d'en faire des hommes éclairés. Pendant onze ans, il enseignera à Alexandre les principes libéraux, le sens de la justice, son rôle pour le bonheur de ses peuples.
La Révolution française de 1789 l'enthousiasme. En 1793, il publie dans un journal anglais des lettres dénonçant le despotisme bernois et envoie au pays une pétition réclamant les droits politiques pour les Vaudois. En 1795, La Harpe quitte la cour de Russie et s'installe à Genthod, le retour à Rolle lui étant refusé par Berne. De cet asile, La Harpe continue son action politique, multipliant les brochures, les projets de réforme et les contacts avec Paris. Avec Peter Ochs, de Bâle, La Harpe sollicite l'intervention diplomatique de la France et l'agression armée de la fin de l'année 1797 les laissera pantois. 
La Harpe ne participera pas au gouvernement helvétique imposé par la France, il restera à Paris comme négociateur au profit des Vaudois. Il entrera dans le Directoire en 1798, mais l'expérience du gouvernement sera un échec cinglant. Il quitte la Suisse en 1800, passe quelques mois en Russie ; il s'établit ensuite en France et y vivra retiré de toute vie publique jusqu'à la chute de Napoléon Ier. Il avait acheté une propriété au Plessis-Picquet dite le Petit-Château ou il vécut de 1799 à 1813.
Le congres  de Vienne en 1815 le fait revenir sur le devant de la scène : ses contacts avec Alexandre Ier lui permettent de défendre l'existence des Cantons issus de la République helvétique, Vaud, Argovie et le Tessin. En 1816, Frédéric-César de La Harpe s'établit à Lausanne. Élu alors au Grand Conseil, il y défendra jusqu'en 1828 ses conceptions libérales. Il est un des instigateurs de la pétition qui ménera à la Révolution libérale de 1830. Frédéric-César de La Harpe meurt le 30 mars 1838 à Lausanne.

## Commémoration
- Le 30 mars 1798, l’Assemblée provisoire du Pays de Vaud fait frapper une médaille en l’honneur de Frédéric-César de La Harpe, reconnaissant ainsi son rôle dans la proclamation de l’indépendance vaudoise.
- Au numéro 7 de la Grand-Rue de Rolle, une plaque rappelle sa naissance.
- Lors de son décès, son nom est donné à la petite île, érigée vers 1835 dans le but de protéger le port de Rolle. Un comité y fit ériger un obélisque. L’obélisque porte une parole du tsar « Je dois tout ce que je suis à un Suisse ».

## Collection de minéraux
En 1820, le musée cantonal vaudois reçoit une importante collection de minéraux provenant de Russie grâce au don de Frédéric-César de la Harpe, qui l'avait lui-même reçue du tsar de Russie, Alexandre Ier.

## Famille
- Son épouse : Dorothea von Boehtlingk (1775, décédée le 1er février 1857 à l'âge de 81 ans et 10 mois)
- Son cousin, Amédée Emmanuel François Laharpe, (1754-1796), fut un patriote et militaire franco-suisse qui se distingua comme général dans les armées de Napoléon Bonaparte.

### Sources
- « Frédéric-César de La Harpe », sur la base de données des personnalités vaudoises sur la plateforme « Patrinum » de la Bibliothèque cantonale et universitaire de Lausanne.
- Olivier Meuwly, Frédéric-César de La Harpe : 1754-1838, Lausanne : Bibliothèque historique vaudoise, 2011, 300 p. (Collection: Bibliothèque historique vaudoise, 134)

- Antoine Rochat, « Frédéric-César de La Harpe » dans le Dictionnaire historique de la Suisse en ligne.
- Jean Charles Biaudet, Françoise Nicod, éd., Correspondance de Frédéric-César de La Harpe et Alexandre Ier, 3 vol., 1978-1980
- Jean Charles Biaudet, Marie-Claude Jequier, éd., Correspondance de Frédéric-César de La Harpe sous la République helvétique, 4 vol., 1982-2004
- Marie-Claude Jequier, « Frédéric-César de La Harpe: une vie au service de la liberté », in RHV, 1999, 5-27
- Antoine Rochat, « Frédéric-César de La Harpe (1754-1838) », in Vaud sous l'Acte de Médiation, éd. C. Chuard, 2002, 47-51
- 24heures, 2004/04/06, p. 33
- 2004/10/06, p. 32
- Charles Gilliard, « Frédéric-César de La Harpe », in Grosse Schweizer hundertzehn Bildnisse zur eidgenössischen Geschichte und Kultur, 1938, p. 442-444
- Françoise Nicod, « Frédéric-César de La Harpe lecteur de Destutt de Tracy », in Études de Lettres, 3 (1979), p.65-78
- Jean-Pierre Clavel, « La bibliophilie à la Bibliothèque cantonale et universitaire de Lausanne », in Librarium, mai 1981, p. 2-18
- Musées Cantonaux vaudois Bulletin 1989, p. 109
- Michel Heller, Histoire de la Russie et de son empire, Paris, Perrin, coll. « Tempus », 2015 (1re éd. 1995), 1100 p. (ISBN 2081235331), p. 919

- Fonds aux Archives cantonales vaudoises :
  - Fonds : La Harpe (Edmond) (1322-1941) [1,30 mètre linéaire].  Cote : CH-000053-1 P La Harpe (Edmond de). Archives cantonales vaudoises.Contient des documents isolés en relation avec Frédéric-César de La Harpe.
  - Fonds : Laharpe (Frédéric-César de (1767-1838) [16 lettres à Jean Marc Louis Favre, à Rolle].  Cote : CH-000053-1 PP 395. Archives cantonales vaudoises.
  - Fonds : La Harpe (famille) (1697-1983) [0,24 mètre linéaire].  Cote : CH-000053-1 P Laharpe (Richard de). Archives cantonales vaudoises (présentation en ligne).Contient des documents isolés en relation avec Frédéric-César de La Harpe.
  - Fonds : Polier (famille) (1783-1803) [64 pièces physiques].  Cote : CH-000053-1 P Monod (René)/487-512. Archives cantonales vaudoises (présentation en ligne).